# 土地批租
土地批租是指土地通过补偿收归公有，而后通过收取租金的方式长期租用给使用者。

## 中国内地和香港
香港和中國內地的實行的都是土地批租制度。這種制度也被称为“土地使用权有偿转让”，俗称“卖地”，本質上是一种以土地换资金的金融手段。政府通过将手中的土地使用权转让给企业或个人，同时从对方手中获得资金，企业和个人得到土地使用权后进行投资产业。土地批租在香港等地曾十分繁荣。上海市于1992年4月在时任黄浦区区长陈良宇的谋划下，成功进行了第一例土地批租交易，之后上海市大规模开始发展土地批租，在1990年代土地批租一度是上海市政府推行市政建设的主要资金来源渠道之一。土地批租可以活跃市场经济、增加政府收入、加快城市建设和旧区改造，但也会造成“土地财政”从而使地价和房价暴涨并引发泡沫经济等问题。

## 另見
- 中华人民共和国土地制度
- 土地财政
- 官地